# 安德烈·埃旺
安德烈·埃旺（法語：André Even，1926年1月14日—2009年9月），生于蓬莱韦克，法国男子篮球运动员，曾代表法国国家队参加1948年夏季奥运会男子篮球比赛，最终获得银牌。